# Oakdale (Pennsylvanie)
Pour les articles homonymes, voir Oakdale.
Oakdale est un borough situé dans le comté d'Allegheny, en Pennsylvanie, aux États-Unis,. En 2010, il comptait une population de 1 459 habitants.

## Démographie
Lors du recensement de 2010, le borough comptait une population de 1 459 habitants. Elle est estimée, le 1er juillet 2019, à 1 412 habitants.

## Histoire d'Oakdale
Oakdale, fondée au XIXe siècle, a joué un rôle important dans le développement industriel de la région d'Allegheny. 
Au début, la localité était principalement agricole, mais avec l'arrivée du chemin de fer, elle est devenue un carrefour commercial stratégique. 
Au fil des années, Oakdale a vu l'émergence de diverses industries, notamment la fabrication de textiles et la production de charbon. 
De nombreux bâtiments historiques du centre-ville témoignent encore aujourd'hui de cette riche histoire industrielle. 
Au XXe siècle, avec la décentralisation industrielle, Oakdale s'est transformée en une communauté résidentielle paisible, tout en préservant son patrimoine historique.

### Source de la traduction
- (en) Cet article est partiellement ou en totalité issu de l’article de Wikipédia en anglais intitulé « Oakdale, Pennsylvania » (voir la liste des auteurs).